# منتخب الفلبين لكرة القدم الأمريكية
منتخب الفلبين لكرة القدم الأمريكية (بالإنجليزية: Philippines national American football team) هو ممثل الفلبين الرسمي في المنافسات الدولية في كرة القدم الأمريكية
.